# چوب‌زردهای خرزهره‌ای
چوب‌زردهای خرزهره‌ای (نام علمی: Ochrosia) نام یک سرده از زیرخانواده فلفل‌شیطان‌واران است.